# Craig Fleming
Craig Fleming (* 6. Oktober 1971 in Halifax) ist ein ehemaliger englischer Fußballspieler und heutiger -trainer. Der sowohl in der Innenverteidigung als auch auf der rechten Seite einsetzbare Abwehrspieler bestritt zwischen 1991 und 2007 über 500 Ligaspiele für Oldham Athletic und Norwich City und ist Mitglied der „Hall of Fame“ bei dem zuletzt genannten Klub.

## Sportlicher Werdegang

### Spieler
Fleming begann seine Profilaufbahn in den späten 1980er Jahren bei seinem Heimatklub Halifax Town und debütierte dort bereits im Alter von 16 Jahren in der ersten Mannschaft. Nach insgesamt 69 Pflichtspielen wechselte er im Sommer 1991 zu Oldham Athletic, wo er nicht nur 192 weitere Male zum Zuge kam, sondern auch drei Jahre englischen Erstligafußball genoss. Während dieser Zeit machte er sich durch seine Stärken bei der Bewachung von Gegenspielern einen Namen und nach einem besonders gelungenen Spiel gegen den jungen Ryan Giggs von Manchester United bezeichnete ihn der dort aktive Trainer Alex Ferguson als „besten Manndecker des Landes“. In der Saison 1992/93 war er Teil der Mannschaft, die nach einer Aufholjagd noch knapp den Klassenerhalt sicherstellte und Crystal Palace aufgrund der besseren Tordifferenz distanzierte. Nach dem Abstieg im Jahr 1994 spielte er noch drei Jahre für die „Latics“, wurde zum Ende der Saison 1996/97 zum Mannschaftskapitän befördert und verließ den Boundary Park nach dem Abstieg in die drittklassige Second Division in Richtung Norwich City.
Trotz einiger Verletzungsrückschläge zu Beginn seiner Zeit bei den „Canaries“ entwickelte sich Fleming in den folgenden zehn Jahren zu einer langjährigen Konstante im Abwehrverbund von Norwich City; zusätzlich war er zeitweise Mannschaftskapitän. Er war maßgeblich an dem Aufstieg des Klubs in die Premier League über den Gewinn der Zweitligameisterschaft 2004 beteiligt und erhielt dafür noch vor Darren Huckerby und Robert Green die vereinsinterne Ehrung zum besten Spieler der abgelaufenen Saison – im Jahr zuvor war er bereits in die „Hall of Fame“ von Norwich City aufgenommen worden. In der höchsten englischen Spielklasse absolvierte er gegen den FC Everton sein 300. Pflichtspiel für die „Canaries“ und verpasste als einziger Feldspieler von Norwich City in der Saison 2004/05 auf dem Platz keine Premier-League-Minute. Nach dem umgehenden Abstieg im Jahr 2005 in die zweite Liga erhielt Fleming für seine langjährigen Dienste für den Verein ein Benefizspiel („Testimonial Match“), das am 26. Juli 2006 gegen Newcastle United stattfand und dessen Einnahmen Fleming der christlichen Drogenhilfeorganisation „The Matthew Project“ zur Verfügung stellte. In der Saison 2006/07 verlor Fleming seinen Stammplatz unter Trainer Peter Grant und so mehrten sich die Spekulationen über einen möglichen Vereinswechsel, vor allem in Richtung des AFC Bournemouth.
Im Januar 2007 konkretisierte sich diese Entwicklung. Fleming schloss sich für einen Monat auf Leihbasis den Wolverhampton Wanderers an, kam dort jedoch nur in einem Spiel zum Einsatz und heuerte am 31. Januar 2007 bei Drittligisten Rotherham United an. Die Spielzeit 2006/07 endete für Fleming mit dem Abstieg in die viertklassige Football League Two und der neue Trainer Mark Robins teilte Fleming mit, dass der Routinier in seinen Planungen keine Rolle mehr spielen würde. Die beteiligten Parteien einigten sich am 30. August 2007 über eine vorzeitige Vertragsaufhebung und Fleming ließ anschließend beim niederklassigen FC King’s Lynn seine aktive Karriere ausklingen. Am 12. März 2008 verkündete er offiziell das Ende seiner Laufbahn und gab als Grund eine hartnäckige Knöchelverletzung und eine mögliche dauerhafte Verschlechterung im Falle weiterer Belastungen an.

### Nach der aktiven Karriere
Nach dem Ende seiner Fußballerkarriere wechselte Fleming ins Trainerfach und sammelte erste Erfahrungen als Assistenztrainer bei Lowestoft Town. Außerdem arbeitete er als Personal Trainer und besaß ein eigenes Fitnessgeschäft. Zudem wurde er im Januar 2009 zum Sportbotschafter der Grafschaft Norfolk ernannt. Er war in dieser Funktion Ansprechpartner für Schulen und Jugendorganisationen in der Region. Bis 2015 war er schließlich Sportdirektor von Lowestoft Town. Von 2015 bis 2018 hatte er verschiedene Positionen als Trainer im Jugendbereich des FC Southampton inne. Von 2018 bis 2022 war er schließlich als Co-Trainer von Ralph Hasenhüttl bei der Premier-League-Mannschaft des FC Southampton tätig. Von 2023 bis 2024 war er Direktor Entwicklung bei Derby County. Im März 2024 wurde er schließlich wieder Co-Trainer von Hasenhüttl; dieses Mal bei der Bundesligamannschaft des VfL Wolfsburg. Anfang Mai 2025 trennte sich der Verein von Hasenhüttl und Fleming.